# 길버트 U-238 원자력 에너지 실험실

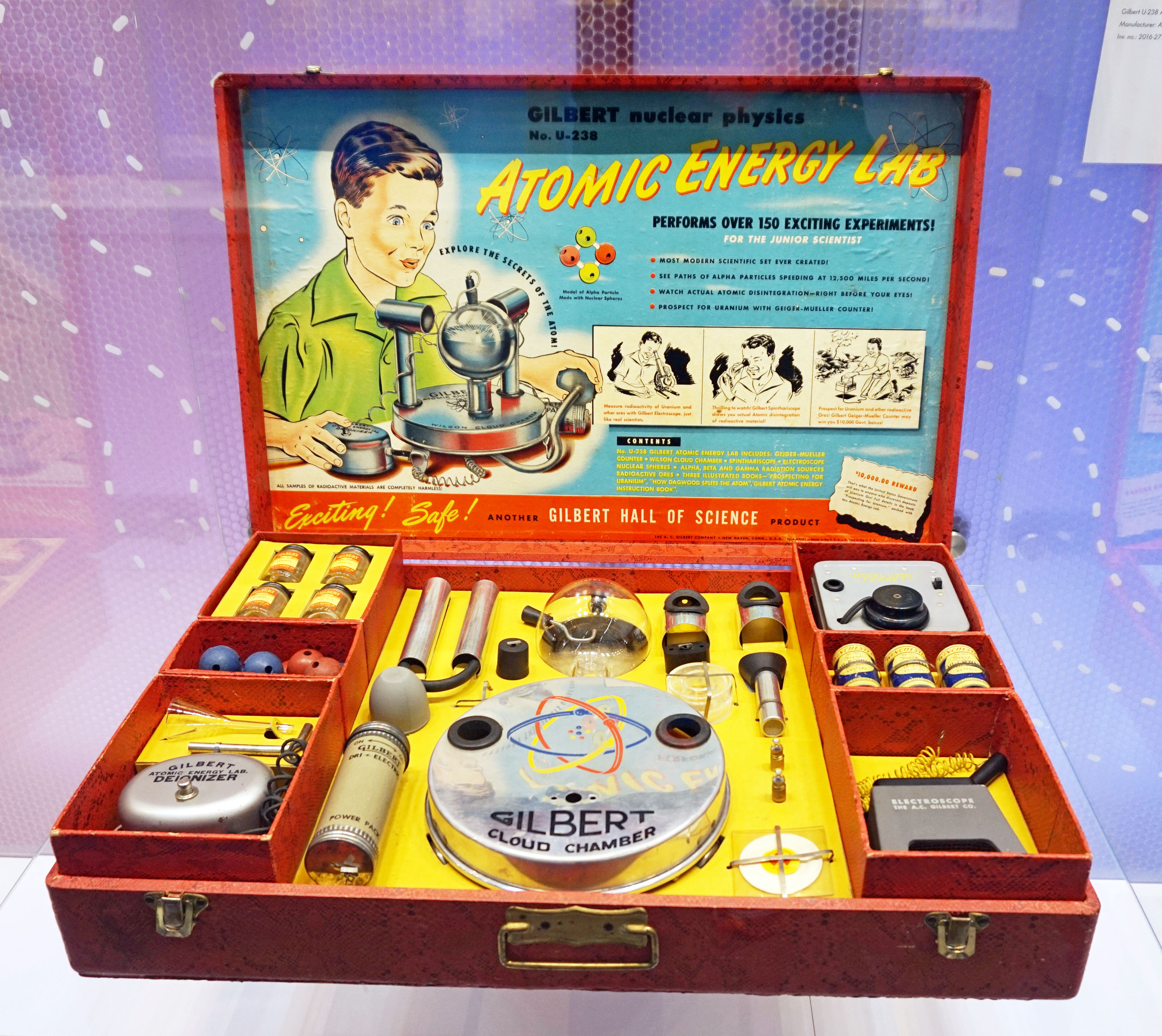
길버트 U-238 원자력 에너지 실험실

길버트 U-238 원자력 에너지 실험실(영어: Gilbert U-238 Atomic Energy Lab)은 앨프리드 칼턴 길버트가 만든 장난감이다.
길버트는 육상 선수, 마술사, 장난감 제작자, 기업 운영 등 다양한 방면에서 활동했는데, 대표적인 장난감으로는 건축 구조물 모형을 제작하는 이렉터 세트가 있다. 길버트는 1950년 새로운 장난감으로 원자력 에너지 실험실을 출시하였다. 이 장난감은 아이들이 직접 방사능 물질을 가지고 핵화학 반응을 관찰하는 것을 목표로 제작되었다.

## 배경과 개발
길버트는 장난감이 "확고한 미국인상"을 만드는 기초라고 믿었고, 그가 만든 여러 장난감들은 교육적 의도가 다분하였다. 1차 세계 대전 중 길버트는 미국 국방위원회에 출석하여 전시라도 크리스마스 선물 주문을 거절하지 않을 것이라고 답변하여 "크리스마스를 구한 사람"이란 별칭을 얻었다.
원자력 에너지 실험실 장난감은 발매 당시 길버트가 화학 실험 세트로 내놓은 12가지 장난감 가운데 하나였을 뿐이다. 길버트는 종종 자신의 "마술쇼"에 이런 장난감들을 등장시켜 어린이들이 이 장난감을 어떻게 가지고 놀 수 있는지 방법을 보여주곤 하였다. 특허 등록에서 길버트는 화학 세트 장난감들이 어린이들에게 "과학 기술 경력의 잠재력을 함양"할 수 있다고 주장하였다.
1954년 길버트는 자신의 자서전 《천국에 사는 사람》에서 원자력 에너지 실험실 키트가 "그 가운데 가장 화려한 장난감"이었다고 술회하였다. 길버트는 이 장난감이 원자력 에너지에 대한 대중의 이해를 돕고 모든 측면에서 원자력 정책을 지원토록 하기 때문에 정부 역시 개발을 장려하였다고 썼다. 또한 그는 자신의 원자력 에너지 실험실 키트는 안전하고 정밀한 제품이라고 변호하였다.:333-334

## 상세 사양

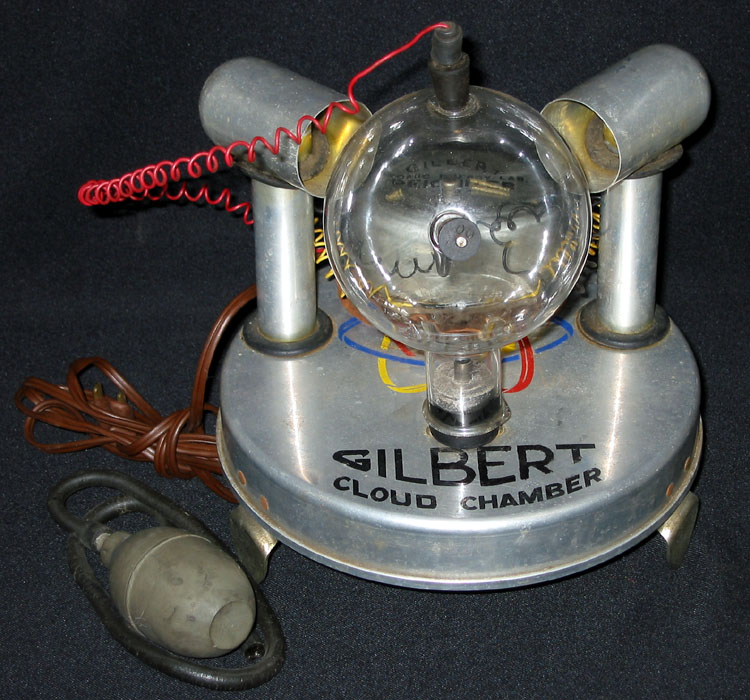
조립된 상태의 길버트 안개 상자

실험실 키트는 병에 담긴 약간의 방사능 시료와 함께 초속 1천9백만 미터로 움직이는 알파 입자를 관찰할 수 있는 안개 상자 하나, 방사성 붕괴를 측정할 수 있도록 형광 스크린이 달린 스핀서리스코프 하나, 그리고 세트의 다른 내용물에서 방사능을 측정하는 검전기 하나로 구성되어 있었다.
길버트의 원자력 에너지 실험실 키트는 훗날 "세상에서 가장 위험한 장난감"이란 비판을 받았는데 방사능 물질이 키트에 포함되어 있었기 때문이다. 길버트는 최초의 제품을 출시하면서 방사능 물질의 위험에 대한 아무런 경고도 하지 않았다.:333-334 그러나 시료 병에는 "내용물을 밖으로 꺼내지 마시오. 내용물이 누출되면 자연 방사선의 수위 이상으로 피폭될 수 있습니다."라는 경고가 있기는 하였다.
출시 당시 세트의 판매 가격은 49.50 달러(2018년 기준 520 달러에 해당)였고 다음과 같이 구성되어 있었다.
- 건전지로 동작하는 가이거 계수기
- 검전기
- 스핀서리스코프
- 안개 상자
- 우라늄을 함유한 네 종류의 원광 시료가 담긴 병: 콜로라도고원에서 채굴된 인회우라늄광, 동우라늄광, 섬우라늄광, 카노타이트.[5] 이 시료들은 다음과 같은 약한 방사능을 방출하였다.
  - 알파 입자: 납 동위 원소 Pb-210, 폴로늄 동위 원소 Po-210[8]
  - 베타 입자: 루테늄 동위 원소 Ru-106[8]
  - 감마선: 아연 동위 원소 Zn-65에서 방출된 것으로 추정[8]
- 알파 입자 모델을 만들 수 있는 공-막대기 원자 모형 키트
- 《길버트 원자력 에너지 메뉴얼》: 사용법을 설명하는 60쪽의 책자
- 《대그우드로 원자를 나누는 방법 배우기》: 방사능을 설명하는 만화책
- 《원자력의 전망》: 책
- 세 개의 C 사이즈 건전지
- 1951년 길버트 장난감 카달로그

길버트의 장난감들을 소개한 카달로그에서는 이 세트에 대해 "놀라운 영감이 돋보이도록 만들어 보세요! 전자들과 입자들이 초속 1만 마일 이상으로 지나다니는 길을 직접 볼 수 있습니다! 전자들이 섬세한 움직임으로 환상적인 경주를 펼치고, 복잡하게 생겨난 아름다운 전기 비행운을 볼 수 있어요. 안개 상자는 사람이 가까이서 원자를 관찰할 수 있게 해 줍니다! 건전지, 탈이온 장치, 압축구, 유리로 된 투명 챔버, 배관, 전선, 받침대와 다리로 이루어진 키트는 몇 분 안에 조립할 수 있습니다"라고 설명하고 있다.
카달로그는 이 키트로 할 수 있는 또 다른 놀이로 감마선 방출 시료를 감추고 검출기로 찾는 숨바꼭질을 제안하였다.

## 영향
A. C. 길버트 회사가 만든 다른 화학 세트 장난감들과 달리 원자력 에너지 실험실 키트는 인기를 끌지 못했고 얼마 지나지 않아 더 이상 제작되지 않았다. 1950년에서 1951년까지만 생산되었고 팔린 개수도 5천 세트 미만이다. 길버트는 실제 가지고 놀려면 배경 지식 교육이 있어야 한다는 점과 목표 연령을 잘못 설정한 것이 원자력 에너지 실험실 키트의 실패 원인이라고 생각하였다. 콜럼비아 대학교는 대학의 물리학 연구소에서 쓰려고 이 키트 다섯 개를 주문하였다.:333-334